# Cogollos
Cogollos és un municipi de la província de Burgos a la comunitat autònoma de Castella i Lleó. Forma part de la comarca d'Alfoz de Burgos.

## Demografia
| 1842 |  | 1991 |  | 1996 |  | 2001 |  | 2004 |
| ---- |  | ---- |  | ---- |  | ---- |  | ---- |
| 261  |  | 208  |  | 226  |  | 264  |  | 348  |